# Mountain Lakes
Mountain Lakes – jednostka osadnicza w Stanach Zjednoczonych, w stanie New Hampshire, w hrabstwie Grafton.